# 張化仁
张化仁（?—?），又作支化仁，中国南北朝侯景的部将。
侯景拥立萧纲为梁简文帝，把宋子仙、郭元建、张化仁视为佐命第一等功臣，任命王克为太师，宋子仙为太保，元罗为太傅，郭元建为太尉，张化仁为司徒，任约为司空，王伟为尚书左仆射，索超世为尚书右仆射。六月初三，侯景派别将支化仁镇守鲁山，六月十八日，王僧辩抵达汉口，先攻下鲁山，抓获了支化仁送往江陵。